# Sebastián Soria
Andrés Sebastián Soria Quintana, mais conhecido como Sebastián Soria (Paysandú, 8 de novembro de 1983), é um futebolista uruguaio naturalizado qatariano que atua como atacante. Atualmente, joga pelo Qatar.

## Títulos

### Clube
Al-Gharafa
- Qatar Stars League: 2004-05
- Copa do Jeque Jassem: 2005

Qatar SC
- Copa do Prícipe do Catar: 2009

Lekhwiya
- Copa do Prícipe do Catar: 2013

### Individual
- QFA jogador da temporada: 2005-06
- Terceiro Futebolista Asiático do Ano: 2008
- Artilheiro da Qatar Stars League: 2012-13

## Estatísticas

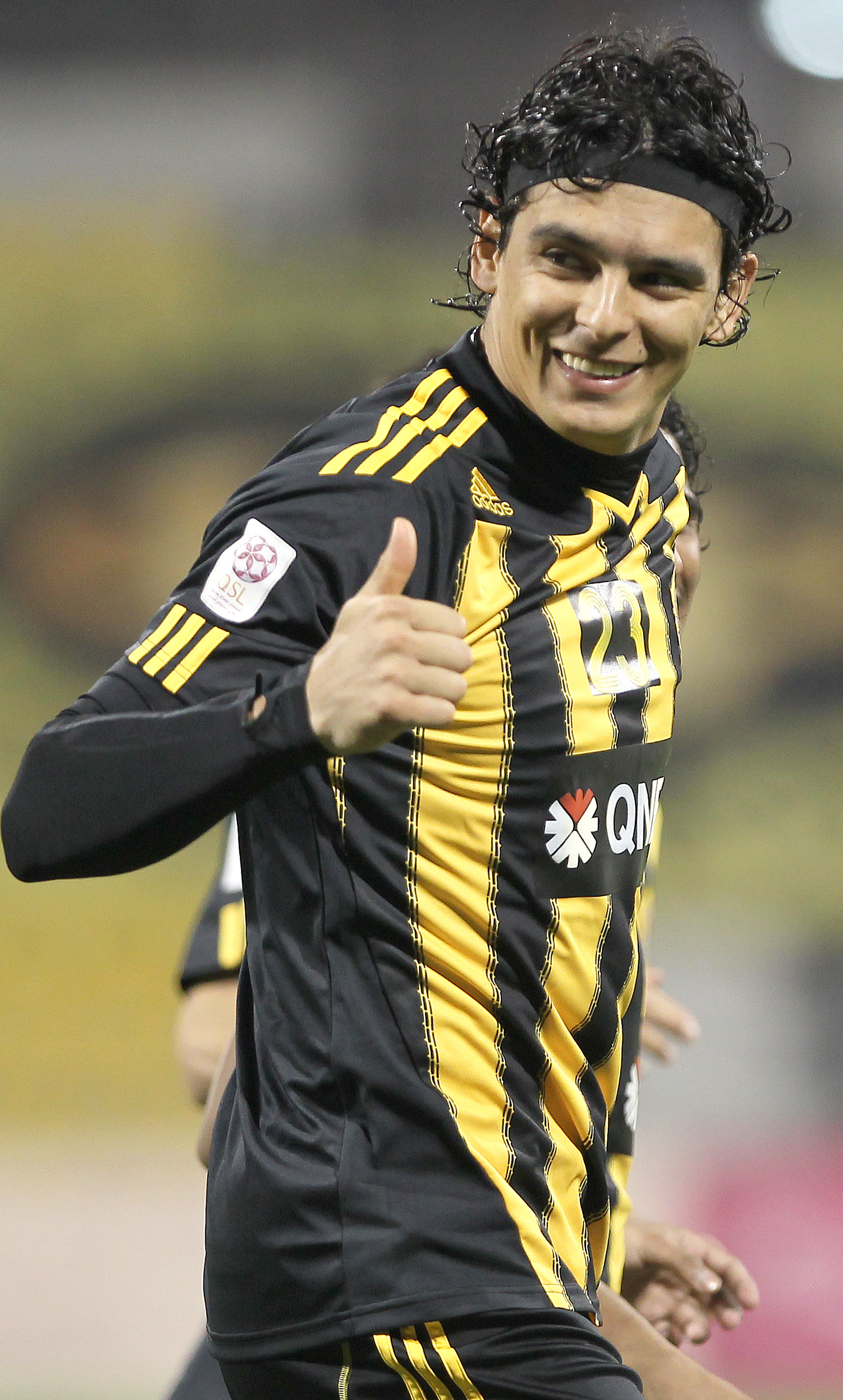
Soria em 2012

Atualizado em 21 de agosto de 2011
| Clube          | Temporada      | Liga           | Liga  | Liga | Copa1 | Copa1 | Copa Liga2 | Copa Liga2 | Continental3 | Continental3 | Total | Total |
| Clube          | Temporada      | Liga           | Jogos | Gols | Jogos | Gols  | Jogos      | Gols       | Jogos        | Gols         | Jogos | Gols  |
| -------------- | -------------- | -------------- | ----- | ---- | ----- | ----- | ---------- | ---------- | ------------ | ------------ | ----- | ----- |
| Al-Gharafa     | 2004–05        | QSL            | 26    | 14   |       |       |            |            |              |              |       |       |
| Al-Gharafa     | Total          | Total          | 26    | 14   |       |       |            |            |              |              |       |       |
| Qatar SC       | 2005–06        | QSL            | 25    | 19   |       |       |            |            |              |              |       |       |
| Qatar SC       | 2006–07        | QSL            | 21    | 9    |       |       |            |            |              |              |       |       |
| Qatar SC       | 2007–08        | QSL            | 23    | 17   |       |       |            |            |              |              |       |       |
| Qatar SC       | 2008-09        | QSL            | 23    | 19   |       |       |            |            |              |              |       |       |
| Qatar SC       | 2009-10        | QSL            | 18    | 15   |       |       |            |            |              |              |       |       |
| Qatar SC       | 2010-11        | QSL            | 20    | 12   |       |       |            |            |              |              |       |       |
| Qatar SC       | 2011-12        | QSL            | 20    | 9    |       |       |            |            |              |              |       |       |
| Qatar SC       | Total          | Total          | 150   | 114  |       |       |            |            |              |              |       |       |
| Lekhwiya       | 2012–13        | QSL            | 15    | 13   |       |       |            |            |              |              |       |       |
| Lekhwiya       | Total          | Total          | 15    | 13   |       |       |            |            |              |              |       |       |
| Total carreira | Total carreira | Total carreira | 191   | 127  |       |       |            |            |              |              |       |       |

1Inclui a Copa do Emir do Catar.
2Inclui a Copa do Jeque Jassem.
3Inclui a Liga dos Campeões da AFC.